# 若狹局
若狭局（わかさのつぼね，？—1203年）， 鎌倉時代初期女性人物。鎌倉幕府御家人比企能員之女。鎌倉幕府二代将軍源赖家側室。源赖家嫡男源一幡之母。竹御所也是若狭局所生。
比企能員是初代将軍源赖朝乳母比企尼的侄子，建久9年（1198年），源赖家17岁時生長子一幡。一幡6岁时，建仁3年（1203年）8月、源赖家病篤，若狭局一族比企氏与源赖家母族外戚北条氏对立，引起比企能員之变。9月2日、能員謀殺计划北条時政失败，北条義時率大軍攻打一幡其住处小御所，比企氏被夷滅三族。若狭局和一幡在被熊熊烈火燃燒的小御所中隨其他比企宗族的婦女幼兒一同自盡。（《吾妻鏡》）《愚管抄》称若狭局抱着源一幡逃走，11月北条義時派人将其母子刺殺。

## 脚注
1. ↑  《吾妻鏡》称若狭局为愛妾，足助重長之女为正室，不过，若狭局所生一幡受到嫡子的待遇，谁是正室并不清楚。